# Abdulrahman Ghareeb
Abdulrahman Ghareeb (en árabe: عبدالرحمن غريب‎; Yeda, 31 de marzo de 1997) es un futbolista saudí que juega en la demarcación de extremo para el Al-Nassr F. C. de la Liga Profesional Saudí.

## Selección nacional
Tras jugar con la selección de fútbol sub-20 de Arabia Saudita y con la sub-23, finalmente hizo su debut con la selección absoluta el 12 de octubre de 2018 en un encuentro amistoso contra Brasil que finalizó con un resultado de 0-2 a favor del combinado brasileño tras los goles de Alex Sandro y de Gabriel Jesus.

### Goles internacionales
| # | Fecha                   | Estadio                                                   | Oponente | Gol | Resultado | Competición                        |
| - | ----------------------- | --------------------------------------------------------- | -------- | --- | --------- | ---------------------------------- |
| 1 | 16 de noviembre de 2018 | Estadio Príncipe Mohamed bin Fahd, Dammam, Arabia Saudita | Yemen    | 1–0 | 1–0       | Amistoso                           |
| 2 | 16 de noviembre de 2023 | Estadio Príncipe Mohamed bin Fahd, Dammam, Arabia Saudita | Pakistán | 3–0 | 4–0       | Clasificación para el Mundial 2026 |
| 3 | 16 de enero de 2024     | Estadio Internacional Jalifa, Rayán, Catar                | Omán     | 1–1 | 2–1       | Copa Asiática 2023                 |

## Clubes
| Club                | País           | Año       | Partidos | Goles |
| ------------------- | -------------- | --------- | -------- | ----- |
| Al-Ahli Saudi F. C. | Arabia Saudita | 2017-2022 | 122      | 20    |
| Al-Nassr F. C.      | Arabia Saudita | 2022-     | 86       | 13    |

## Palmarés

### Títulos internacionales
| Título                      | Club           | País           | Año  |
| --------------------------- | -------------- | -------------- | ---- |
| Campeonato de Clubes Árabes | Al-Nassr F. C. | Arabia Saudita | 2023 |